# Goura de Victòria
La goura de Victòria o gura victòria (Goura victoria) és una espècie d'ocell de la família dels colúmbids (Columbidae) que habita els boscos de Biak, Yapen i la costa septentrional de Nova Guinea.